# Marco Jakobs
Marco Jakobs (Unna, 30 de mayo de 1974) es un deportista alemán que compitió en bobsleigh en las modalidades doble y cuádruple. 
Participó en los Juegos Olímpicos de Nagano 1998, obteniendo una medalla de oro en la prueba cuádruple (junto con Christoph Langen, Markus Zimmermann y Olaf Hampel).
Ganó una medalla de oro en el Campeonato Mundial de Bobsleigh de 2001 y una medalla de oro en el Campeonato Europeo de Bobsleigh de 2003.

## Palmarés internacional
| Juegos Olímpicos   | Juegos Olímpicos      | Juegos Olímpicos | Juegos Olímpicos |
| Año                | Lugar                 | Medalla          | Prueba           |
| ------------------ | --------------------- | ---------------- | ---------------- |
| 1998               | Nagano (Japón)        | Medalla de oro   | Cuádruple        |
| Campeonato Mundial |                       |                  |                  |
| Año                | Lugar                 | Medalla          | Prueba           |
| 2001               | Sankt Moritz (Suiza)  | Medalla de oro   | Doble            |
| Campeonato Europeo |                       |                  |                  |
| Año                | Lugar                 | Medalla          | Prueba           |
| 2003               | Winterberg (Alemania) | Medalla de oro   | Doble            |